# جاي أوينز
جاي أوينز (بالإنجليزية: Jay Owens) هو كاتب أغاني أمريكي، ولد في 6 سبتمبر 1947 في ليك سيتي في الولايات المتحدة، وتوفي في 26 نوفمبر 2005 في أورلاندو في الولايات المتحدة بسبب السكري.